# Heinrich Mette
Johann Peter Christian Heinrich Mette (* 14. Juni 1735 in Ditfurt; † 17. August 1806 in Quedlinburg) war ein deutscher Gärtner, Unternehmer und Mitbegründer der Saatzuchtwirtschaft in Quedlinburg.

## Leben
Mette wurde als Sohn eines Jägermeisters und Feldhüters geboren. Von 1750 bis 1753 absolvierte er eine Gärtnerlehre im Abteigarten des Quedlinburger Reichsstifts beim Gärtner Johann Heinrich Ziemann. Es schloss sich eine mehrjährige Wanderschaft durch Deutschland an. Letztlich ließ er sich in Quedlinburg nieder und begründete die Gärtnerei Heinr. Mette. 1784 pachtete er den etwa 20 Hektar großen Dechaneigarten des Quedlinburger Stifts an. Wie zuvor bereits Martin Grasshoff widmete sich Mette dem gärtnerischen Samenbau. 1792 führte er eine umfängliche Samenproduktion ein. Zuvor war in dieser Zeit der Handel mit Jungpflanzen üblich, was jedoch aufgrund der schlechten Verkehrsverhältnisse Schwierigkeiten bereitete. Mette betrieb auch eine Orangerie, in der er auch exotische Pflanzen wie Jasmin, Johannisbrot, Lorbeer, Oleander, Orangen, Pomeranzen und Zitronen zog. Ab 1794 war sein Sohn in seinem Unternehmen tätig, der 1802 die Firma übernahm.

## Ehrungen
In Quedlinburg trägt die Berufsschule Berufsbildende Schulen J.P.C. Heinrich Mette Quedlinburg seinen Namen.